# Banco BPI
Pour les articles homonymes, voir BPI.
Banco BPI (BPI pour Banco Português de Investimento) est une banque portugaise cotée à l'Euronext 100 et sur le Next 150.

## Histoire
En février 2015, CaixaBank annonce son souhait d'acquérir les 56% qu'elle ne détient pas dans Banco BPI pour environ 1,1 milliard d'euros. En avril 2016, Caixabank possède 44,1 % de Banco BPI et annonce faire une nouvelle offre valorisant BPI à 1,8 milliard de dollars, offre qui représente donc une baisse de 18 % par rapport à l'offre de 2015, sans résultat.
En février 2017, Caixabank augmente sa participation dans Banco BPI de 45 % à 84,5 %, mais en parallèle vend sa participation BFA , sa filiale angolaise à Unitel.

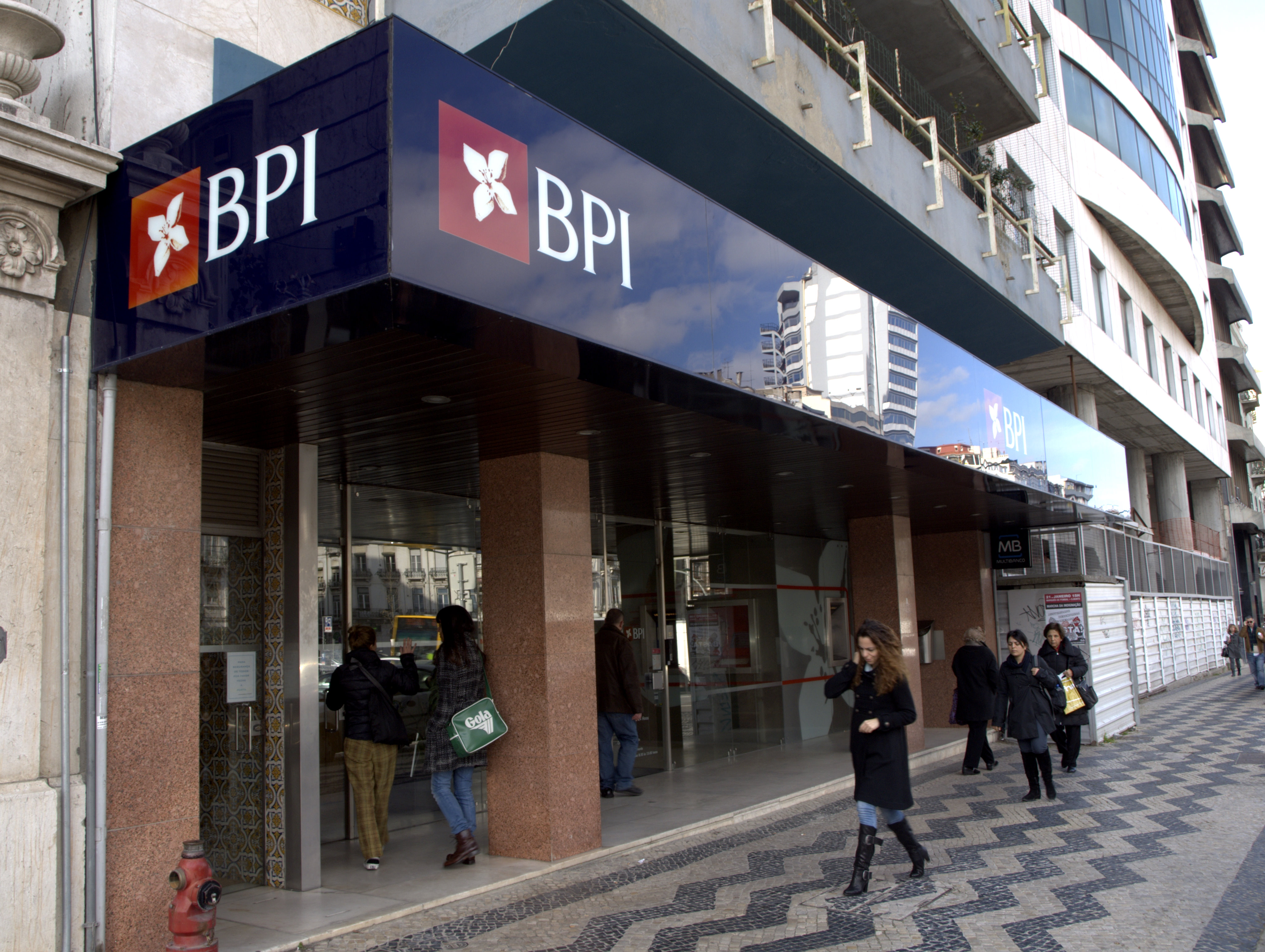
Filiale de la Banque BPI à la Place Duque de Saldanha à Lisbonne